# Абдуллаев, Руслан Анварович
Руслан Анварович Абдуллаев (узб. Ruslan Abdullaev, каз. Руслан Әнуарұлы Абдоллаев; род. 2002,  Узбекистан — узбекистанский боксёр-любитель, этнический казах, выступающий в первой полусредней весовой категории. Член национальной сборной Узбекистана по боксу, чемпион мира (2023), чемпион Азии (2022), чемпион Узбекистана (2021), многократный победитель и призёр международных и национальных турниров в любителях.
Лучшая позиция по рейтингу BoxRec — 113-я (апрель 2025) и является 3-м среди узбекских боксёров первого полусреднего веса,  — входя в ТОП-120 лучших в мире

## Биография
Руслан Абдуллаев родился в 2002 году, в Узбекистане. По национальности — этнический казах. Происходит из рода кулан-кыпшак.

## Любительская карьера

### 2019—2020 годы
В 2019—2020 годах не мог пробиться в молодёжную сборную Узбекистана и тогда приезжал в Казахстан и пытался пробиться в молодёжную сборную Казахстана, и даже в составе Южно-Казахстанской области выступил на молодёжном чемпионате Казахстана, где проиграл в полуфинале Сабыржану Аккалыкову и в итоге стал бронзовым призёром молодёжного чемпионата Казахстана. Затем в Казахстане началась пандемия COVID-19, и он также переболел коронавирусной инфекцией COVID-19, на длительный период соревнования были прерваны, что помешало ему выступить на следующих республиканских соревнованиях в Казахстане, и в результате он вернулся в Узбекистан.

### 2021—2022 годы
В декабре 2021 году он стал чемпионом Узбекистана и был признан лучшим боксёром Узбекистана получив «Кубок Руфата Рискиева».
В ноябре 2022 года впервые стал чемпионом Азии в Аммане (Иордания) в категории до 63,5 кг. Где он в 1/16 финала соревнований победил японца Сунсукэ Китамото, затем в 1/8 финала соревнований единогласным решением судей победил одного из лидеров сборной Казахстана Санатали Тольтаева, в четвертьфинале единогласным решением судей победил филиппинца Джеймса Паликте, затем в полуфинале единогласным решением судей победил тайваньца Луи Чу Ена, и в финале досрочно во 2-м раунде победил опытного индийского боксёра Шива Тхапа.

## Профессиональный бокс
В 2025 году перешел в профессионалы и заключил контракт Оскаром Де Ла Хойя (Golden Boy Promotions). Дебют состоялся 5 марта 2025 года в Индио (Калифорния, США) в небольшом вечере организованном GBP транслировавшиvcz на DAZN. Cоперник Хосе Валенсуэла Альварадо (3-19-1) был повержен во втором раунде нокаутом. 
Второй бой провел в Ошенсайде (Калифорния) 20 апреля в андеркарде боя абсолютной чемпионки мира в наилегчайшем весе Габриэлы Фундоры и Марилин Амайи. Соперник 27-летний филиппинец Джино Родриго (13-4-2) оказался крепким орешком продержавшись все 8 раундов, даже побывав в 4-м раунде в нокдауне от короткого левого не переставал идти вперёд и искать пути к победе. Счёт судей: 80—71